# Corsica Serena
Il Corsica Serena è stato un traghetto, appartenuto alla compagnia di navigazione italiana Corsica Ferries dal 1975 al 1980 come Corsica Serena.

## Servizio
Varato il 4 febbraio 1962 nei cantieri navali Adler Werft GmbH di Bremen con il nome di Julle e consegnato alla  Juelsminde-Kalundborg Linien (JKL) il 13 maggio 1962, prende servizio nei collegamenti tra Juelsminde è Kalundborg a partire dal  17 maggio 1962. Il 17 febbraio 1963, durante la navigazione verso Juelsminde, prende fuoco un camion nel garage del traghetto, prontamente domato dall'equipaggio, che fece ritorno a Kalundborg. Il 23 dicembre 1968 entra in collisione con il compagno di flotta Lasse nei pressi di Samsø.
Il 21 giugno 1972 viene acquistato dalla marocchina Lignes Maritimes de Ferries con consegna prevista ad agosto. Il 18 luglio dello stesso anno termina il servizio tra Juelsminde e Kalundborg e viene trasferito nei cantieri navali di Aarhus, dove viene consegnato al nuovo armatore. Il 3 agosto successivo viene ribattezzato Tanger ed issa bandiera marocchina, entrando in servizio nello stesso mese nei collegamenti tra Tangeri, Algeciras e Cadice. Nel 1975 viene venduto alla compagnia italiana Corsica Ferries, che lo ribattezza Corsica Serena, entrando successivamente in servizio nei collegamenti con la Corsica con partenza dai porti di Genova, Sanremo e Livorno.
Durante la sua operatività per conto di Corsica Ferries, la Serena venne impiegata per un brevissimo periodo su alcune rotte di prova tra Spagna e Marocco. Nel 1980 viene venduto alla  Siremar e, ribattezzato Giotto, prende servizio nei collegamenti tra Porto Empedocle, Linosa e Lampedusa in coppia con il Pietro Novelli in sostituzione del Caravaggio. Nel 1986, con l'entrata in servizio del nuovoPaolo Veronese, viene trasferito nei collegamenti tra Milazzo, le Isole Eolie e Napoli. Sporadicamente torna ad operare sulla Palermo-Ustica e più raramente sui collegamenti per  le isole Pelagie.
Nel 1992, a seguito dell'entrata in linea del traghetto Vittore Carpaccio, viene disarmato a Palermo. Acquistato nel luglio dello stesso anno dall'egiziana Al Zaher Maritime Co, viene ribattezzato Al Rasheed II, salpando da Palermo per Jeddah l'8 agosto successivo. Giunto in Arabia, prende servizio nei collegamenti tra Jeddah e Suez. Nel 1995 viene venduto alla Salem Ahmed Baaboud Establishment, continuando ad operare sulla stessa rotta.
Nell'agosto del 2003 viene venduto per la demolizione, giungendo a Gadani Beach il 17 settembre successivo, dove viene spiaggiato e successivamente demolito.

## Navi gemelle
- Ghawdex